# كريستيان ستواني
كريستيان ريكاردو ستواني كوربيلو (بالإسبانية: Christian Ricardo Stuani Curbelo)‏ هو لاعب كرة قدم أوروغواياني يلعب حاليًا مع نادي نادي جيرونا الإسباني في مركز الهجوم.
ولد يوم 12 أكتوبر 1986 في بلدة تالا في الأوروغواي، وسبق له اللعب مع نادي راسينغ سانتاندر ونادي ليفانتي ونادي ألباسيتي ونادي ريجينا ونادي بيلا فيستا ونادي دانوبيو و‌إسبانيول و نادي ميدليزبره ولعب مع منتخب الأورغواي لكرة القدم ويبلغ طوله 186 سم.

## روابط خارجية
- كريستيان ستواني على موقع الاتحاد الدولي (مؤرشف)  (الإنجليزية)
- كريستيان ستواني على موقع الاتحاد الأوربي (الإنجليزية)
- كريستيان ستواني على موقع قاعدة بيانات كرة القدم.إي يو (الإنجليزية)
- كريستيان ستواني على موقع ليكيب (الفرنسية)
- كريستيان ستواني على موقع ناشيونال فوتبول تيمز (الإنجليزية)
- كريستيان ستواني على موقع Soccerbase.com (لاعب) (الإنجليزية)
- كريستيان ستواني على موقع Soccerway.com (الإنجليزية)
- كريستيان ستواني على موقع عالم كرة القدم.نت (الإنجليزية)